# Урарту-ассирийская война
Урарту-ассирийская война — военный конфликт между Урарту и Новоассирийском царством. Началась война, предположительно, в 714 году до н. э. с вторжения в Урарту ассирийского царя Саргона II. Саргон прошёл далеко вглубь Урарту, одерживая многочисленные победы. Однако после его смерти цари Урарту — Аргишти II и Руса II — перехватили инициативу и отвоевали бо́льшую часть захваченных Ассирией территорий, перейдя даже на территорию противника.

## Предыстория
Урарту начало своё существование с IX века до н. э. В течение столетия сравнительно новое государство завоевало бо́льшую часть Армянского нагорья. Однако ассирийский царь Тиглатпаласар III увидел в быстро растущем государстве угрозу безопасности для своей страны. Ассирия приняла решение покончить с этой угрозой путём превентивной войны с молодым государством.

## Начальная стадия
В 714 году до н. э. царь Саргон II начал наступление. Быстрые победы, особенно в битве при озере Урмия, а также разграбленный храм царя Урарту в Мусасире ознаменовал полный крах Урарту на первом этапе войны.

## Контратаки Урарту
После смерти Саргона в 706 году до н. э. преемник царя Урарту Аргишти II провёл удачную контратаку, что позволило его армии воевать уже на территории Ассирии.

## Победа Ассирии
После побед Урарту государство пережило «Золотой век», который сопровождался военными победами царей Аргишти II и Русы II. Однако войска царей-преемников — Русы III и Русы IV — были неожиданно разбиты, что и привело к поражению Урарту.

## После войны
Дни обоих государств были сочтены. В Ассирии начались гражданские войны после 627 года до н. э., что сильно ослабило некогда великую империю. Из неё стали выходить бывшие подчинённые народы, такие как вавилоняне, халдеи, мидийцы, персы, скифы и киммерийцы. Ниневия пала в 612 году до н. э., а концом Ассирийской империи считается 605 год до н. э. Мидийцы и скифы позднее поделили Урарту, постепенно разрушая его, начиная с 590 года до н. э.